# Megachile rhodopus
Megachile rhodopus är en biart som beskrevs av Cockerell 1896. Megachile rhodopus ingår i släktet tapetserarbin, och familjen buksamlarbin. Inga underarter finns listade i Catalogue of Life.